# Santa María Temaxcaltepec
Santa María Temaxcaltepec è un comune del Messico, situato nello stato di Oaxaca.